# Dark Side of the Moon (jeu vidéo)
Pour l'album de Pink Floyd, voir The Dark Side of the Moon.
Dark Side of the Moon est un jeu vidéo d'aventure développé et édité par SouthPeak Interactive, sorti en 1998 sur Windows.